# Folkerepublikken Kinas flag
Folkerepublikken Kinas flag er rødt med en stor gul stjerne samt fire mindre. Den store stjerne repræsenterer kommunismen, de fire mindre det kinesiske folks fire sociale klasser: bønderne, arbejderne, småborgerne og patriotiske kapitalister. Den røde bund symboliserer den kommunistiske revolution og er desuden det kinesiske folks traditionelle farve.
| Flag | Spire Denne artikel om flag eller vexillologi er en spire som bør udbygges. Du er velkommen til at hjælpe Wikipedia ved at udvide den. |